# Absolute Entertainment
Absolute Entertainment var ett amerikanskt datorspelförlag. Genom sitt utvecklingshus producerade Imagineering, Absolute Entertainment titlar för Amiga, Atari 2600, Atari 7800, Sega Game Gear, Sega Mega Drive, Mega-CD, Game Boy, Nintendo Entertainment System och Super Nintendo Entertainment System tv-spelkonsoler, som såväl som för datorn.